# Methyl thủy ngân

Cấu trúc của hai loại phức chất chính được hình thành bởi "methyl thủy ngân". X ^{-} = anion, L = base Lewis trung tính.

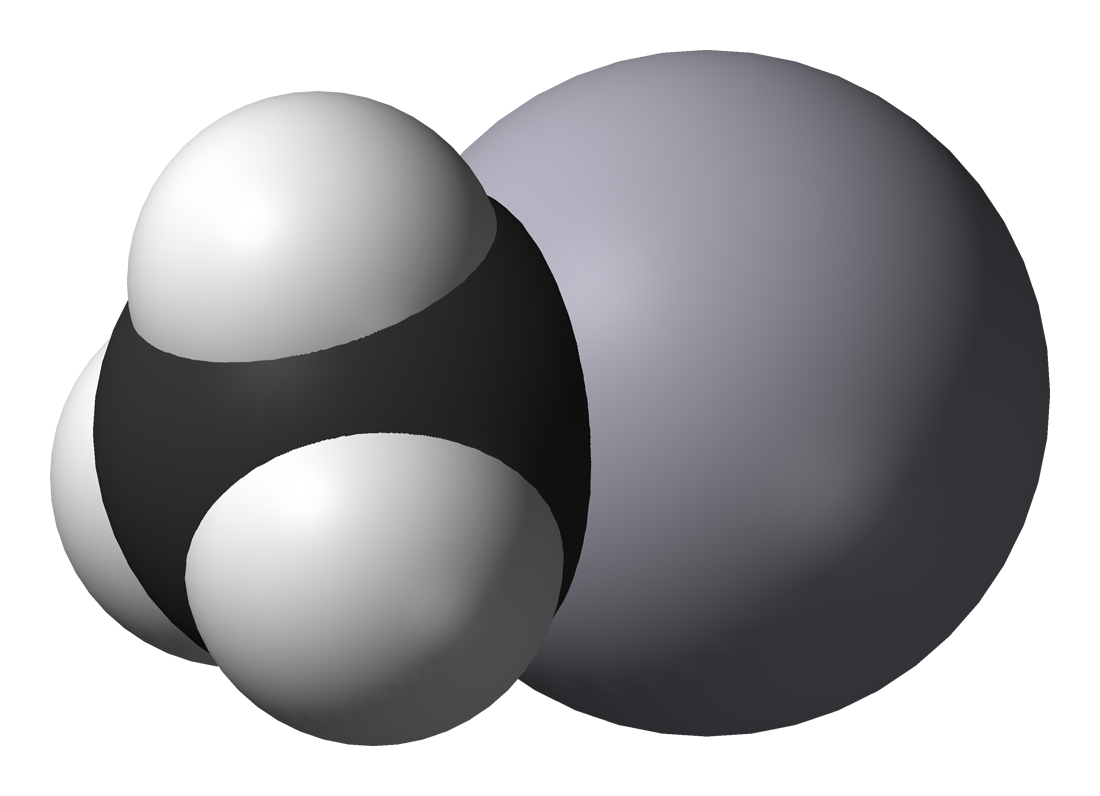
Mô hình 3D của nhóm chức methyl thủy ngân.

Methyl thủy ngân là một cation hóa học cơ kim với công thức [CH3Hg]+. Các dẫn xuất của nó là nguồn thủy ngân hữu cơ chính cho con người. Nó là một chất độc môi trường có tính tích lũy sinh học.

## Cấu trúc và hóa học
"Methyl thủy ngân" là một cách viết tắt của "cation methyl thủy ngân" giả thuyết, đôi khi được viết là " cation methylmercury (1+) " hoặc " cation methylmercury (II) ". Nhóm chức năng này bao gồm một nhóm methyl liên kết với thủy ngân. Công thức hóa học của nó là CH3Hg+ (đôi khi được viết là MeHg+). Methyl thủy ngân tồn tại như một nhóm thế trong nhiều phức hợp loại [MeHgL] + (base L = Lewis) và MeHgX (X = anion).
Là một ion tích điện dương, nó dễ dàng kết hợp với các anion như chloride (Cl−), hydroxide (OH-) và nitrat (NO3−). Nó có ái lực đặc biệt với các anion chứa lưu huỳnh, đặc biệt là thiols (RS-). Thiols được tạo ra trên cysteine amino acid và glutathione peptide tạo thành phức chất mạnh với methyl thủy ngân:
MeHg +) + RSH → MeHg-SR + H +)

### Nguồn từ môi trường

Cấu trúc của phức chất "methyl thủy ngân" và cysteine.. Mã màu: xanh đậm = Hg, vàng = S.